# Kertész Zsuzsa (bemondó)
Kertész Zsuzsa (Rákospalota, 1945. december 31. –) Kazinczy-díjas magyar televíziós bemondónő, pszichológus.

## Családja
Édesapja Kertész Oszkár (1904–1946) orvosi műszerész segéd, édesanyja Padányi Katalin. Alig féléves korában apját baleset következtében elvesztette. Egy fia született, Tímár Andor (1971. november 12.) színész, aki szerepelt a Szomszédok c. sorozatban is Bandi szerepében mint Ábel Anita (Julcsi) barátja.

## Tanulmányai
- ELTE Bölcsészettudományi Kar, orosz nyelv- és irodalom szak: középiskolai tanár, pszichológia szak: pszichológus (1984)
- Integratív pszichoterápiás képzés/KIP, kognitív terápia, NLP/NLPt (2005, 2006)
- Művészeti képzettség: 13 év – zongoratanulmányok, karvezetés

## Munkahelyei
- Mechanikai Laboratórium – adminisztrátor (1964–1965)
- Magyar Rádió – bemondó (1965–1974)
- Magyar Televízió – bemondó, főmunkatárs (1974–2000)
- Kertész Stúdió Bt. – ügyvezető igazgató (1992-től)

## Pályája
Kertész Zsuzsát az iskolai versenyek zene, próza és mesemondás kategóriákban aratott győzelmei indították el a pályáján. Zongorázott, vezetett kamarakórust, majd 1965. február 15-étől a Magyar Rádió bemondója lett, ahol kilenc évet töltött. A Made in Hungary című könnyűzenei verseny közvetítésén figyeltek rá fel a televíziósok, és 1974. április 1-jétől az Magyar Televízió munkatársa lett. Szerepelt a História, az Életet az éveknek, a Házibarát című műsorokban, és nemzeti esteken is, ahol orosznyelv-tudását is hasznosítani tudta. Montágh Imrével közösen készítették a Beszédművelés című sorozatot. Kertész Zsuzsa az elmúlt évek során beszéd- és személyiségfejlesztő, közszereplésre felkészítő csoportos és egyéni tréningeket vezetett, valamint különböző terápiák hasznosításán dolgozik.

## Díjai, elismerései
- Kazinczy-díj (1994)
- Aranytoll ― MÚOSZ életmű díj (2016)
- Radnóti Miklós antirasszista díj (2019)